# Quentão
Quentão é uma bebida quente tradicionalmente servida durante as quermesses e festas juninas no Brasil. Pode ser preparada com vinho tinto ou cachaça e está relacionada às noites frias do período em que ocorrem estas festas. Segundo o folclorista Amadeu Amaral, em O dialeto caipira, é uma palavra de origem caipira.
Nas regiões sudeste e nordeste do Brasil o quentão é feito com cachaça ao invés do vinho, devido às grandes produções canavieiras dessas regiões e maior dificuldade de acesso ao vinho, largamente produzido no sul brasileiro, assim como o frio mais ameno durante o inverno, o que estimulava a mudança do quentão de vinho da região sul, onde se evaporava o álcool da bebida para ser consumido também por crianças e todas pessoas durante o rigoroso inverno, para uma bebida de consumo adulto durante a comemoração das festas juninas. Na região norte do Brasil é cada vez mais frequente no Natal.
Outra bebida popular, típica também da comida caipira e quase uma variação do quentão é o chamado vinho quente nas regiões Sudeste e principalmente interior de São Paulo.